# Liste des gouverneurs militaires de l'île de Ré
 (mai 2018).
Cet article présente une liste des gouverneurs militaires de l'île de Ré sur une période s'étalant de Louis XIII à Louis XVI.

## Liste
| Dates       | Titulaire                      | Duc ou Roi[pas clair] | Notes | Blason |
| ----------- | ------------------------------ | --------------------- | --- | ------ |
| 1627        | Jean de Saint-Bonnet de Toiras | Louis XIII            | De gueules au lion d'or, |        |
| 1661        | Philippe Mancini               |                       | Écartelé : aux 1 et 4 d'azur, à un faisceau des licteurs d'or, lié d'argent, la hache du même, à la fasce de gueules, brochant sur le tout et chargé de trois étoiles d'or (de Mazarin (it)) ; aux 2 et 3 d'azur, à deux poissons d'argent (adossés selon le père Anselme) en pal (de Mancini)., |        |
| vers 1693   | Alexandre de Hangvel           |                       | Blasonnement |        |
| 1704        | Louis de Vasson                |                       | Blasonnement |        |
| 1775 à 1790 | Louis-Joseph des Escotais,     | Louis XVI             | D'argent à trois quintefeuilles de gueules 2 et 1 |        |